# Anosia rubrica
Anosia rubrica är en fjärilsart som beskrevs av Hans Fruhstorfer 1906. Anosia rubrica ingår i släktet Anosia och familjen praktfjärilar. Inga underarter finns listade i Catalogue of Life.